# Комен (община)
Община Комен (словен. Občina Komen) — одна з общин в західній Словенії. Адміністративним центром є Комен.

## Характеристика
Община знаходиться на кордоні з Італією, на карстовому плато Крас.

## Населення
У 2010 році в общині проживало 3544 осіб, 1745 чоловіків і 1799 жінок. Чисельність економічно активного населення (за місцем проживання), 1438 осіб. Середня щомісячна чиста заробітна плата одного працівника (EUR), 884,21 (в середньому по Словенії 966.62). Приблизно кожен другий житель у громаді має автомобіль (63 автомобіля на 100 жителів). Середній вік жителів склав 43,1 років (в середньому по Словенії 41.6). 